# 県内一周大分合同駅伝
県内一周大分合同駅伝競走大会（しゅんきけんたいけんないいっしゅうおおいたごうどうえきでんきょうそうたいかい）は、かつて大分県で毎年2月の第3月曜から金曜に開催されていた駅伝大会である。大分県・大分県教育委員会・大分県スポーツ協会・県内各市町村・大分陸上競技協会・大分合同新聞社が共同で主催していた。

## 概要

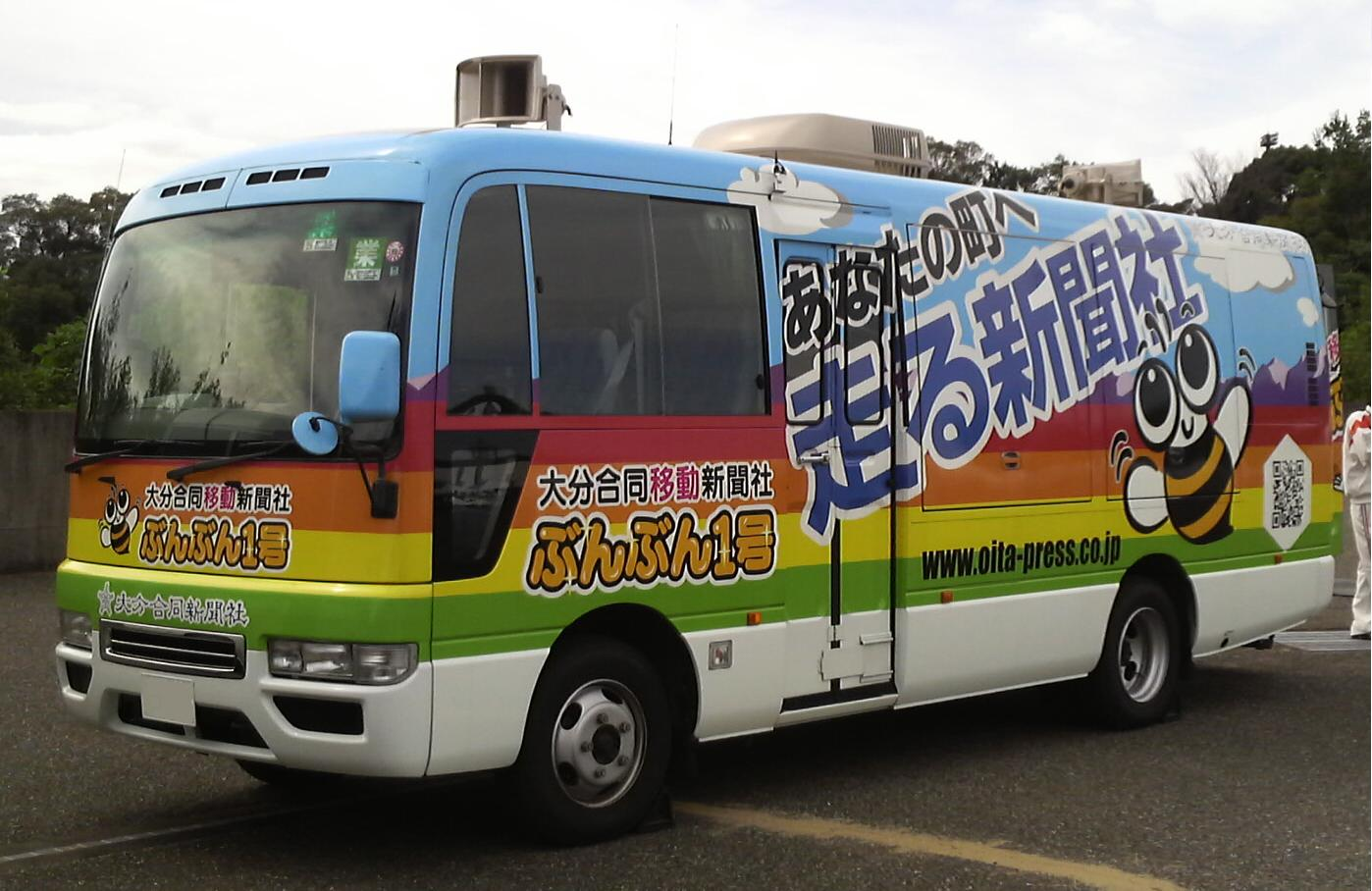
新聞発行自動車「ぶんぶん1号」

本大会は、毎年秋に開催される大分県民スポーツ大会（秋季県体）に対応する春季県民体育大会と位置付けられていた。5日間、全39区間を16チームで争われた。
第1回大会は1959年（昭和34年）3月に実施された。2007年（平成19年）の第48回大会からは新聞発行自動車「ぶんぶん1号」がコースを帯同し、大会の街頭宣伝（BGMに「大分県行進曲」が使われる）と速報版の現地発行を実施していた。
2021年（平成31年）の第63回大会、2022年（令和2年）の第64回大会は新型コロナの影響でいずれも休止となった。そして、2022年（令和4年）4月21日、大分合同新聞社は県内一周大分合同駅伝競走大会の終了を発表した。
なお2023年2月23日に大分陸上競技協会主催で、新たに第1回大分県郡市対抗駅伝競走大会が開催された。

## 参加チーム
前年大会の総合順位でA部（赤タスキ）、B部（青タスキ）、C部（黄色タスキ）に組み分けしていた（以下の組み分けは第62回大会（2020年（平成30年））のもの）。
- A部
  - 大分市
  - 竹田市
  - 豊後大野市
  - 日田市
  - 中津市

- B部
  - 佐伯市
  - 豊後高田市
  - 由布市
  - 国東市・東国東郡[注釈 1]
  - 別府市
  - 臼杵市

- C部
  - 玖珠郡
  - 宇佐市
  - 速見郡
  - 中津市
  - 津久見市

### チーム編成
1チームにつき監督2名、マネージャー1名、競技者27名以内（シニア3名以上、スーパーシニア2名以上、女子2名以上必須）。

## コース
以下は2020年（平成30年）の第62回大会のものである。全39区間、390.8km。コースは完全には繋がっていない。
1日目
- 大分 - 佐伯（8区間・73.4km）

大分（大分合同新聞本社前） - 高城 - 坂ノ市 - 佐賀関 - 佐志生 - 臼杵（臼杵市役所前） / 津久見 - 日代 - 上浦 - 佐伯（佐伯市役所前）
2日目
- 佐伯 - 竹田（6区間・55.3km）

佐伯（佐伯市役所前） - 久部 - 弥生 / 野津 - 南野津 - 三重 - 緒方 - 竹田（竹田市役所前）
3日目
- 竹田 - 日田（8区間・84.2km）

竹田（竹田市役所前） - 久住 - 直入 / 庄内 - 湯平 - 湯布院 / 九重 - 玖珠 - 滝瀬 - 天瀬 - 日田（日田市役所前）
4日目
- 日田 - 豊後高田（7区間・82.6km）

日田（日田市役所前） - 下小河内 - 雲八幡宮前 - 青の洞門駐車場 - 中津市役所前 / 安心院支所前 - 院内 - 宇佐（宇佐市役所前） - 豊後高田（豊後高田市役所前）
5日目
- 豊後高田 - 大分（10区間・95.3km）

豊後高田（豊後高田市役所前） - 真玉 - 香々地 - 道の駅くにみ前 / 富来小学校前 - 国東田深 - 安岐 - 杵築中学校前 - 日出（日出町役場前） - 別府・上人ヶ浜公園前 - 市営北浜温泉（テルマス）前 - 大分（大分合同新聞本社前）

## 市町村対抗駅伝を行っている他の都道府県
- 青森県（青森県民駅伝競走大会）
- 山形県（山形県縦断駅伝競走大会）
- 福島県（市町村対抗福島県縦断駅伝競走大会）
- 栃木県（栃木県郡市町対抗駅伝）
- 新潟県（新潟県縦断郡市対抗駅伝競走大会）
- 長野県（長野県縦断駅伝競走）
- 神奈川県（市町村対抗かながわ駅伝競走大会）
- 岐阜県（ぎふ清流郡市対抗駅伝競走大会）
- 静岡県（しずおか市町対抗駅伝）
- 愛知県（愛知県市町村対抗駅伝競走大会）
- 三重県（美し国三重市町対抗駅伝）
- 和歌山県（和歌山県市町村対抗ジュニア駅伝競走大会）
- 兵庫県（兵庫県郡市区対抗駅伝）
- 香川県（郡市対抗源平駅伝）
- 徳島県（徳島駅伝）
- 高知県（県市町村対抗駅伝）
- 佐賀県（郡市対抗県内一周駅伝大会）
- 長崎県（郡市対抗県下一周駅伝大会）
- 熊本県（郡市対抗熊日駅伝、熊日郡市対抗女子駅伝大会）
- 鹿児島県（鹿児島県下一周市郡対抗駅伝競走大会）
- 沖縄県（沖縄一周市郡対抗駅伝競走大会）